# Comparettia coccinea
Comparettia coccinea  es una especie de orquídea epífita.  

## Descripción
Es una orquídea de pequeño tamaño, con hábito de epífita   con oblongos pseudobulbos  en forma de huso, levemente comprimidos, a menudo de color rojo teñidos y envueltos basalmente por vainas ovadas a vainas triangulares en la juventud y que lleva una sola hoja, apical, estrechamente lanceolada en forma de cinta, coriácea, oblicua apical, adelgazándose gradualmente hacia la  base. Florece en la primavera en una inflorescencia basal, de 15 a 22 cm  de largo, con 5 a 15 flores arqueadas, de vez en cuando la inflorescencia es ramificada y surge en un pseudobulbo recién madurado y sostiene las flores ampliamente espaciadas hacia el vértice.

## Distribución y hábitat
Se encuentra en Venezuela, Brasil en las elevaciones de alrededor de 390 metros.   

## Taxonomía
Comparettia coccinea fue descrita por John Lindley  y publicado en Appendix to the first . . . A Sketch of the Vegetation of the Swan River Colony. . . . 24: t. 68. 1838.
Etimología
Comparettia: nombre genérico que lleva el nombre en honor del botánico italiano Andrea Comparetti.
coccinea: epíteto latíno que significa "escarlata"
Sinonimia
- Comparettia coccinea var. coccinea
- Comparettia peruviana Schltr.[1][4][5]